# Gongrocnemis tenuistyla
Gongrocnemis tenuistyla är en insektsart som först beskrevs av Henri Saussure och Francois Jules Pictet de la Rive 1898.  Gongrocnemis tenuistyla ingår i släktet Gongrocnemis och familjen vårtbitare. Inga underarter finns listade i Catalogue of Life.